# Impasse d'Antin
L'impasse d'Antin est une voie située dans le quartier des Champs-Élysées du 8e arrondissement de Paris.

## Situation et accès

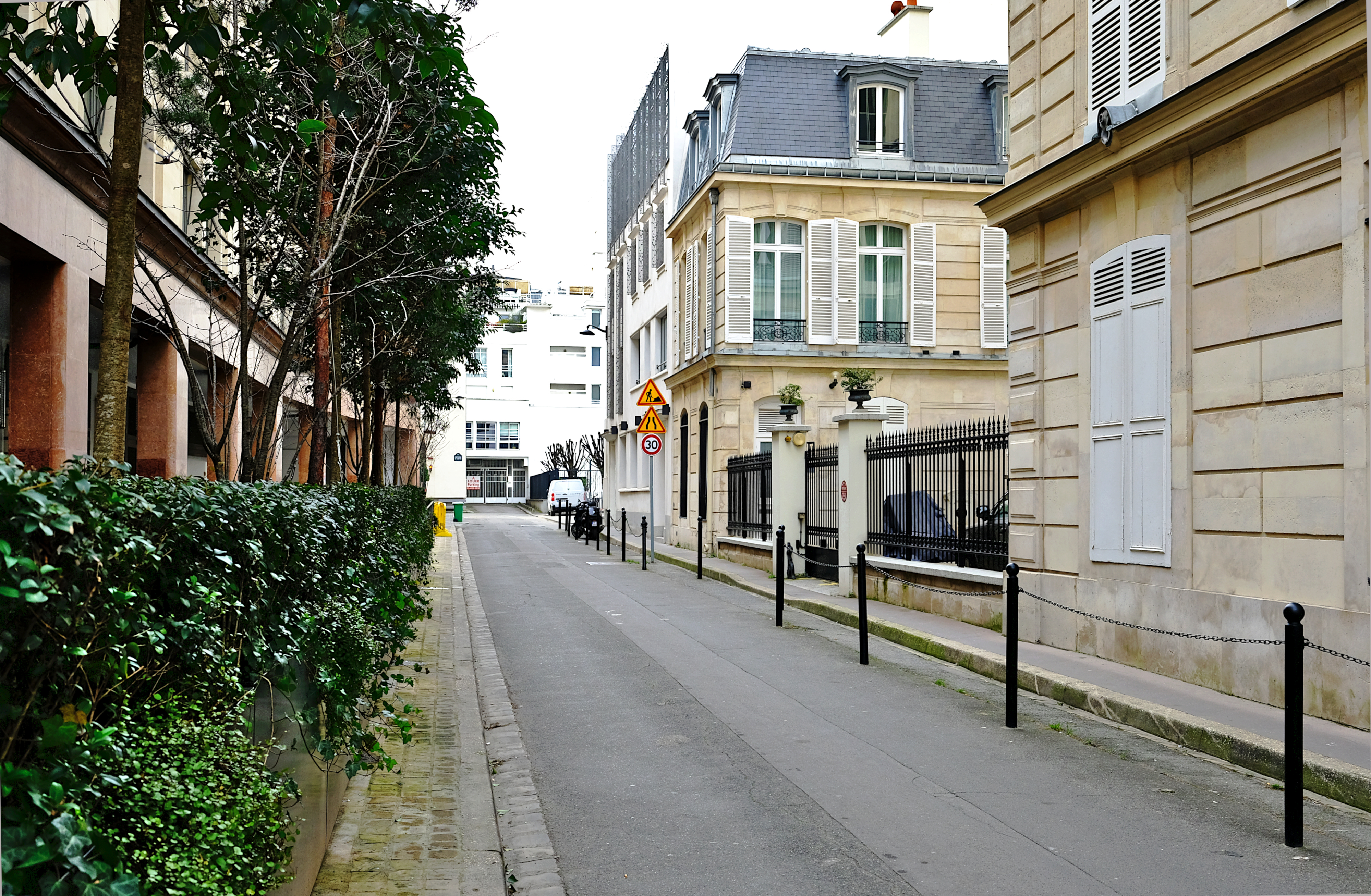
Impasse d'Antin en 2025.

L'impasse d'Antin est desservie par les lignes 1 et 9 à la station Franklin D. Roosevelt.

## Origine du nom
Elle doit son nom à son voisinage avec l'avenue d'Antin, ancien nom jusqu'en 1945 de l'avenue Franklin-D.-Roosevelt.

## Historique
Cette voie est ouverte sous sa dénomination actuelle en 1805.